# Finimondo
Finimondo ist ein Kurzfilm aus dem Jahr 2000. Regie und Drehbuch sind von Gianluca Vallero, der den Film mit seiner Firma Finimondo Productions produzierte.
Der Film Finimondo feierte bei den Berliner Filmfestspielen 2000 Premiere und gewann in der Sektion „Panorama“ den New York Academy Scholarship Award. Er lief in den folgenden Jahren auf mehreren Filmfestivals, wo er mit diversen Publikumspreisen ausgezeichnet wurde, darunter den Local Hero Award beim Interfilm Berlin, und den Publikumspreis beim Exground Filmfest Wiesbaden, beim Otto Ludwig-Piffl-Preis Berlin und bei der Regensburger Kurzfilmwoche.

## Sonstiges
Im Jahr 2010 veröffentlichten CineGraph und das Filmarchiv des Bundesarchivs die DVD cinema trans-alpino, Deutsch-italienische Filmbeziehungen, eine Auswahl von sieben vollständigen Kurz- und Dokumentarfilmen aus den Jahren 1927 bis 1999, die einen Eindruck über die verschiedenen Aspekte der deutsch-italienischen Filmbeziehungen vermitteln. Der Film Finimondo ist einer dieser Beiträge.